# Kurt Neumann-Kleinpaul
Kurt Neumann-Kleinpaul (* 19. September 1882 in Marienburg, Westpreußen; † 23. August 1958 in West-Berlin) war ein deutscher Veterinärmediziner und Hochschullehrer in Berlin.

## Leben
Neumann-Kleinpaul studierte Veterinärmedizin an den Technischen Universitäten München und Berlin und war Mitglied der RSC-Corps Markomannia München und Franconia Berlin. In Berlin wurde er Direktor der Poliklinik, später der Inneren Veterinärmedizinischen Klinik der Tierärztlichen Hochschule. 1932/33 war er deren Rektor.  
Kurt Neumann-Kleinpaul betrieb breit gefächerte Forschungen zur Diagnostik und Therapie von Krankheiten des Pferdes und entwickelte Medikamente und Instrumente.

## Herausgeber
- Lehrbuch der gerichtlichen Tierheilkunde
- Archiv für wissenschaftliche und praktische Tierheilkunde
- Jahresberichte für Veterinärmedizin